# Milà-Sanremo 1963

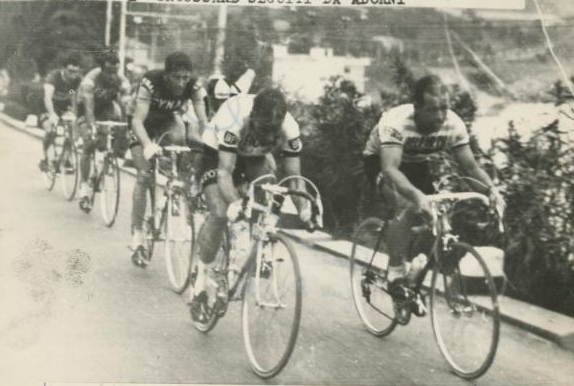
Rolf Wolfshohl i Joseph Groussard seguits de Vittorio Adorni.

La Milà-Sanremo 1963 fou la 54a edició de la Milà-Sanremo. La cursa es disputà el 19 de març de 1963 i va ser guanyada pel francès Joseph Groussard, que s'imposà a l'esprint al seu company d'escapada Rolf Wolfshohl.
200 ciclistes hi van prendre part, acabant la cursa 132 d'ells.

## Classificació final
|    | Ciclista         | Equip                       | Temps      |
| -- | ---------------- | --------------------------- | ---------- |
| 1  | Joseph Groussard | Pelforth-Sauvage-Lejeune    | 6h 59' 38" |
| 2  | Rolf Wolfshohl   | Peugeot-BP                  | m. t.      |
| 3  | Willy Schroeders | G.b.c.-Libertas             | + 28"      |
| 4  | Willy Bocklant   | Faema-Flandria              | + 53"      |
| 5  | Vittorio Adorni  | Cynar                       | m. t.      |
| 6  | Luis Otaño       | Margnat-Paloma-Motul-Dunlop | + 2' 07"   |
| 7  | Franco Balmamion | Carpano                     | + 2' 32"   |
| 8  | Jean Graczyk     | Margnat-Paloma-Motul-Dunlop | + 2' 52"   |
| 9  | Gilbert Desmet   | Wiel's-Groene Leeuw         | m. t.      |
| 10 | Vincent Denson   | Pelforth-Sauvage-Lejeune    | m. t.      |